# Tamara de Sousa
Tamara de Souza (ur. 8 września 1993) – brazylijska lekkoatletka specjalizująca się w wielobojach.
W 2009 była piętnasta na mistrzostwach świata juniorów młodszych, a w 2010 został mistrzynią Ameryki Południowej juniorów młodszych. Jesienią 2011 wywalczyła złoty medal mistrzostw Ameryki Południowej juniorów, a w 2012 zdobyła brązowe medale mistrzostw ibero-amerykańskich i mistrzostw świata juniorów oraz srebro młodzieżowych mistrzostw Ameryki Południowej. Mistrzyni Ameryki Południowej (2013). Cztery lata później ponownie zdobyła złoto czempionatu Ameryki Południowej, a także wystąpiła w mistrzostwach świata w Londynie, gdzie zajęła odległe miejsce.
Medalistka seniorskich mistrzostw Brazylii.
Rekordy życiowe: siedmiobój (stadion) – 6040 pkt. (11 czerwca 2017, São Bernardo do Campo); pięciobój (hala) – 4294 pkt. (22 lutego 2025, Cochabamba) rekord Ameryki Południowej.

## Osiągnięcia
| Rok  | Impreza                                     | Miejsce             | Konkurencja | Lokata      | Wynik     |
| ---- | ------------------------------------------- | ------------------- | ----------- | ----------- | --------- |
| 2009 | Mistrzostwa świata juniorów młodszych       | Tyrol Południowy    | siedmiobój  | 15. miejsce | 4522 pkt. |
| 2010 | Mistrzostwa Ameryki Płd. juniorów młodszych | Santiago            | siedmiobój  | 1. miejsce  | 5347 pkt. |
| 2011 | Mistrzostwa panamerykańskie juniorów        | Miramar             | siedmiobój  | 1. miejsce  | 5477 pkt. |
| 2011 | Mistrzostwa Ameryki Płd. juniorów           | Medellín            | siedmiobój  | 1. miejsce  | 5545 pkt. |
| 2012 | Mistrzostwa ibero-amerykańskie              | Barquisimeto        | siedmiobój  | 3. miejsce  | 5548 pkt. |
| 2012 | Mistrzostwa świata juniorów                 | Barcelona           | siedmiobój  | 3. miejsce  | 5900 pkt. |
| 2012 | Młodzieżowe mistrzostwa Ameryki Południowej | São Paulo           | siedmiobój  | 2. miejsce  | 4870 pkt. |
| 2013 | Mistrzostwa Ameryki Południowej             | Cartagena de Indias | siedmiobój  | 1. miejsce  | 5685 pkt. |
| 2014 | Igrzyska Ameryki Południowej                | Santiago            | siedmiobój  | 5. miejsce  | 5457 pkt. |
| 2014 | Mistrzostwa ibero-amerykańskie              | São Paulo           | skok wzwyż  | 3. miejsce  | 1,75      |
| 2015 | Igrzyska panamerykańskie                    | Toronto             | siedmiobój  | 10. miejsce | 5542 pkt. |
| 2016 | Mistrzostwa ibero-amerykańskie              | Rio de Janeiro      | siedmiobój  | 7. miejsce  | 4102 pkt. |
| 2017 | Mistrzostwa Ameryki Południowej             | Asunción            | siedmiobój  | 1. miejsce  | 5667 pkt. |
| 2017 | Mistrzostwa świata                          | Londyn              | siedmiobój  | 24. miejsce | 5631 pkt. |
| 2021 | Mistrzostwa Ameryki Południowej             | Guayaquil           | siedmiobój  | 4. miejsce  | 5655 pkt. |
| 2023 | Mistrzostwa Ameryki Południowej             | São Paulo           | siedmiobój  | 2. miejsce  | 5314 pkt. |
| 2023 | Igrzyska panamerykańskie                    | Santiago            | siedmiobój  | 8. miejsce  | 4955 pkt. |
| 2024 | Mistrzostwa ibero-amerykańskie              | Cuiabá              | siedmiobój  | 3. miejsce  | 5617 pkt. |
| 2025 | Halowe mistrzostwa Ameryki Południowej      | Cochabamba          | pięciobój   | 1. miejsce  | 4294 pkt. |
| 2025 | Mistrzostwa Ameryki Południowej             | Mar del Plata       | siedmiobój  | 3. miejsce  | 5525 pkt. |